# 伊犁高原鰍
伊犁高原鰍（學名：Triplophysa kungessana）為輻鰭魚綱鯉形目條鰍科高原鰍屬的其中一種。分布於亞洲中國新疆維吾爾自治區伊犁河流域，棲息在溪流底層水域，生活習性不明。

## 扩展阅读
維基物種上的相關：伊犁高原鰍